# Chamaecrista kunthiana
Chamaecrista kunthiana là một loài thực vật có hoa trong họ Đậu. Loài này được (Schltdl. & Cham.) H.S.Irwin & miêu tả khoa học đầu tiên.